# پاسکال دپیرو
پاسکال دپیرو (فرانسوی: Pascal Despeyroux‎؛ زادهٔ ۱۷ ژوئن ۱۹۶۵) بازیکن فوتبال اهل فرانسه بود.
از باشگاه‌هایی که در آن بازی کرده است می‌توان به باشگاه فوتبال سن-اتین و باشگاه فوتبال تولوز اشاره کرد.
وی همچنین در تیم ملی فوتبال فرانسه بازی کرده است.